# Jean Peské
Jan Mirosław Peszke, dit Jean Peské, né le 27 juillet 1870, Gault (uk), district de Ananiv, gouvernement de Kherson, Empire russe et mort le 21 mars 1949 au Mans (France) est un peintre et graveur français d'origine polonaise par son père et russe par sa mère.

## Biographie
Jan Mirosław Peszke est le fils du médecin Jan Peszke, et Antonina Znamerowska.
Jean Peské suit les cours de l'École de peinture de Kiev, puis ceux de l'École des beaux-arts d'Odessa et de celle de Varsovie. Ayant hérité de son père en 1891, il émigre la même année en France.
Il s'inscrit à l'Académie Julian dans les ateliers de Jean-Paul Laurens et de Benjamin-Constant. Il lie des amitiés dans les milieux polonais de la capitale où il rencontre la future Marie Curie, avec laquelle il resta longtemps lié, ainsi que Guillaume Apollinaire.
Il entre rapidement en relation avec Signac, Pissarro, Bonnard, Vuillard. Sous l'influence de Signac, il expérimente le pointillisme. Il fréquente aussi le groupe des Nabis, entre 1895 et 1900, et expose chez Le Barc de Boutteville avec Sérusier, Bonnard et Vuillard. À partir de 1900, il trouve sa place parmi les post-impressionnistes et peint en plein air, notamment à Barbizon où il rencontre le peintre Constantin Kousnetzoff.
Peské expose régulièrement à partir de 1895 au Salon des indépendants, au Salon d'automne, et par la suite dans les plus grandes galeries. 
En 1901, il épouse à Paris Catherine Louchnikoff.
Il accède à une grande notoriété entre les années 1920 et 1940.
Entre les deux guerres, il compte notamment John Pope-Hennessy et Llinas[Qui ?] parmi ses collectionneurs. Il présente aussi ses dessins à Georges Clemenceau, l'un de ses admirateurs, et la Chalcographie du Louvre lui achète des gravures. Il peint de nombreux paysages, notamment de Vendée, Bretagne, Bormes-les-Mimosas, ou encore Collioure, là où il fonde en 1934 un musée d'art, l'actuel Musée d'Art Moderne.

## Style
D'abord influencé par Claude Monet, il adopte par la suite un style plus personnel et excelle dans le paysage, inspiré notamment par ses séjours dans la forêt de Fontainebleau et sur la côte méditerranéenne.

## Œuvres
- L'Estampe et l'Affiche, lithographie (1898)
- Femme chauffant sa chemise (1907)
- La Place des Lices, à Saint-Tropez
- Village à Saint-Tropez[6]
- La Mare aux Fées
- Les vieux Chênes
- La Chaumière en Vendée (1935)
- Nature morte à la carafe et aux pommes (non datée)
- La meule au foin[7]
- Maternité au jardin [8]
- L'église de Collioure[9]
- L'arche à Portivy (huile sur toile, 1939, musée des beaux-arts de Rennes)
- Paris sous la neige , hst, [s.d.], conservée au musée du Petit Palais de Genève

Jean Peské est l'auteur d'un Journal qui reflète non seulement sa vie, mais aussi celle de tous les artistes importants qu'il a côtoyés.